# Mister Wong
Mister Wong是一个2006年创建于德国的社会性书签网站，网站名称的含义是：“Wong the web”，该网站目前有英文、德文、法文、西班牙文、俄文、中文等版本。